# Ісмаель Ваді
Ісмаель Ваді (англ. Ishmael Wadi, нар 19 грудня 1992) — зімбабвійський футболіст, нападник «JDR Старз» та національної збірної Зімбабве.

## Клубна кар'єра
Виступав на батьківщині за клуби «Булавайо Сіті», «Платінум», «Хараре Сіті» та «КАПС Юнайтед».
Влітку 2021 року перейшов до клубу другого дивізіону ПАР «JDR Старз», підписавши дворічну угоду.

## Виступи за збірну
7 вересня 2021 року дебютував за національну збірну Зімбабве в матчі відбору на чемпіонат світу 2022 проти Ефіопії (0:1).
Він був включений до складу збірної на Кубок африканських націй 2021 року в Камеруні і в грі проти Малаві забив гол, втім його команда програла 1:2 і не змогла вийти з групи.